# 羅府新報
羅府新報（らふしんぽう、英語: Rafu Shimpo）は、アメリカのカリフォルニア州ロサンゼルス市に本拠を置く日本語新聞。

## 概要

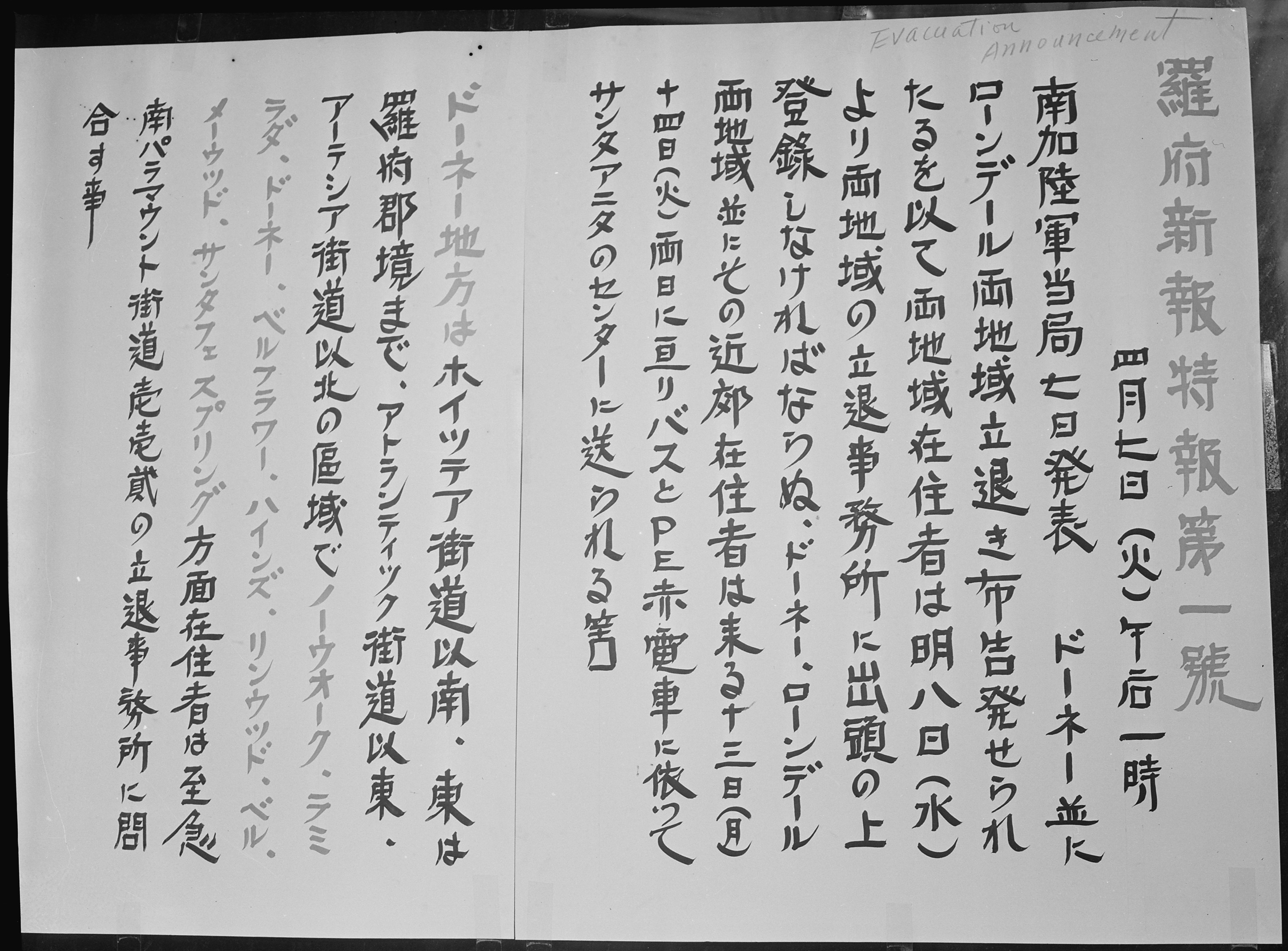
日系人の強制収容を伝える号外

1903年にカリフォルニア州ロサンゼルスで南カリフォルニア大学の3人の日本人学生により創刊された。当初は情報誌レベルの内容であったが、その後本格的な新聞となった。また創刊当初は日本語版のみであったが、1926年には英語版の発行も開始した。
第二次世界大戦下の1941年12月に日米間で開戦したことを受け、日系人の強制収容が行われたことから1942年以降数年間強制的に休刊させられたものの、1945年8月の終戦後の1946年に復刊した。その後アメリカにおける代表的な日本語新聞の1つとして発行を続け、2003年には創刊100周年を迎えた。
現在は火曜日・水曜日・木曜日・土曜日に45,000部発行されている。休刊日はあるものの、アメリカ国内で最も多く購読されている邦字新聞であり、アメリカ西海岸の日系人・日本人コミュニティにおける影響力が大きい。また、ウェブサイトでも記事を閲覧することが可能である。本社はロサンゼルス中心部のリトル・トーキョーにある。

### 経営危機
2016年4月、3年で75万ドルの赤字を出しており、2016年の赤字額が35万ドルに上る見通しであり、12月にも廃刊する可能性があるとする社告を掲載した。しかしその後経費削減をすすめ、2022年現在もウエブ版も含め経営を続けている。

### 名称
「羅府新報」の名前は、ロサンゼルスを表す「羅府」、新聞を表す「新報」を合わせて命名された。

## 歴史
- 1903年：南カリフォルニア大学の学生だった山口正治、渋谷清次郎、飯島栄太郎が、ロサンゼルス市・メイン街の小さなオフィスで日本語新聞の発刊を始める。
- 1926年2月21日：英語部門設立。
- 1942年4月4日：日米間の開戦に伴う日系人の強制収容により、駒井・ヘンリー・豊策編集長がサンタフェ（ニューメキシコ州）に収監されたことにより休刊となる。
- 1946年：駒井・ヘンリー・豊策の息子の駒井明が再刊。発行部数500部。
- 1948年：橋田悌穂が編集長となる（1963年まで）
- 1976年：発行部数2万部、アメリカ国内最大の日系新聞になる。
- 1983年：駒井・ヘンリー・豊策の孫、駒井・マイケル・幹男が運営、羅府新報基金設立。
- 2005年：メイン街の本社ビルを売却。編集部はリトル・トーキョーのウェラーコートに移転。
- 2007年：在ロサンゼルス日本国総領事館より総領事表彰を受ける。